# Жиздра (река)
Жиздра (рус. Жиздра) река је у Русији, у Калушкој области. Лева је притока реке Оке.

## Опис
Дужина реке је 223 km, a површина њеног басена износи 9.170 km².
Жиздра извире на југозападу од Калушке области, око 15 km источно од града Људинова. У почетку тече на југ, али након неколико километара скреће на исток, где досеже град Жиздру. Затим скреће према северу, убрзо мало даље низводно скреће на исток.
Жиздра има врло кривудав басен кроз Централно руско побрђе у јужном делу Калушке области. Пре града Козељска скреће опет према северу. Убрзо након што протиче кроз град пролази поткрај манастира Оптина Пустyн, бившег духовног средишта Руске православне цркве. Следећих 30 km даље улива се у Оку с леве стране.
Жиздра се замрзава крајем новембра и остаје замрзнута све до почетка априла. Током отапања снега у априлу долази до изражајних поплава.
Главне притоке су Резета, Витебет, и Серена. Градови Козељск и Жиздра налазе се на обалама реке Жиздре.
Доњи део реке Жиздре је смештен у Националном парку Угра.